# Eparchie Toronto
Torontská eparchie ((latinsky) Eparchia Torontina Ucrainorum, (ukrajinsky) Торонтська єпархія Української греко-католицької церкви) je eparchií Ukrajinské řeckokatolické církve se sídlem v Torontu, kde se nachází katedrála sv. Josafata. Pod její jurisdikci spadají ukrajinští řeckokatolíci v kanadských provinciích Ontario, Québec, Newfoundland a Labrador a Ostrov prince Edvarda. Je sufragánní vůči Winnipežské ukrajinské archieparchii.

## Historie
V roce 1948 byl rozdělen Apoštolský exarchát Kanady na Apoštolský exarchát střední Kanady (dnes Archieparchie Winnipeg, Apoštolský exarchát západní Kanady a Apoštolský exarchát východní Kanady. Ten byl v roce 1951 přejmenován na Apoštolský exarchát Toronto a v roce 1956 byl povýšen na eparchii se současným jménem.